# 사케가와촌
사케가와촌(일본어: 鮭川村)은 일본 야마가타현 북부에 있는 모가미군의 촌이다.

## 지리
마을의 서부는 데와 산지이다. 또 사케가와강이 마을의 중심부를 남북으로 가로지르고 있다.

## 역사
- 1887년 4월 1일 - 정촌제가 시행되어 가와구치촌, 무카이촌, 사도촌, 나카도촌이 설치되었다.
- 1947년 8월 - 집중호우로 하천이 범람해 논 80정보가 침수되는 등의 피해를 입었다.
- 1954년 - 사케가와촌, 도요다촌, 도요사토촌이 합병해 사케가와촌이 되었다.

## 인구
| 연도 | 인구  | ±%     |
| ---- | ----- | ------ |
| 1920 | 6,678 | —      |
| 1930 | 7,571 | +13.4% |
| 1940 | 7,608 | +0.5%  |
| 1950 | 9,056 | +19.0% |
| 1960 | 8,374 | −7.5%  |
| 1970 | 7,057 | −15.7% |
| 1980 | 6,645 | −5.8%  |
| 1990 | 6,396 | −3.7%  |
| 2000 | 5,829 | −8.9%  |
| 2010 | 4,862 | −16.6% |

## 교통

### 철도
- 동일본 여객철도 오우 본선

### 도로
- 국도 458호선(일본어판)